# Théodore Dubois
Françoise Clément Théodore Dubois (Rosnay, de Marne, 24 de agosto de 1837 - París, 11 de junio de 1924) fue un compositor y organista francés.

## Biografía
Estudió inicialmente con Louis Fanart (director de coro de la catedral de Reims) y posteriormente en el Conservatorio de París, donde fue alumno del pianista Antoine François Marmontel (1816 - 1898) y de Ambroise Thomas (fuga y composición). En el año 1861 consiguió el primer Premio de Roma con su cantata Atala. 

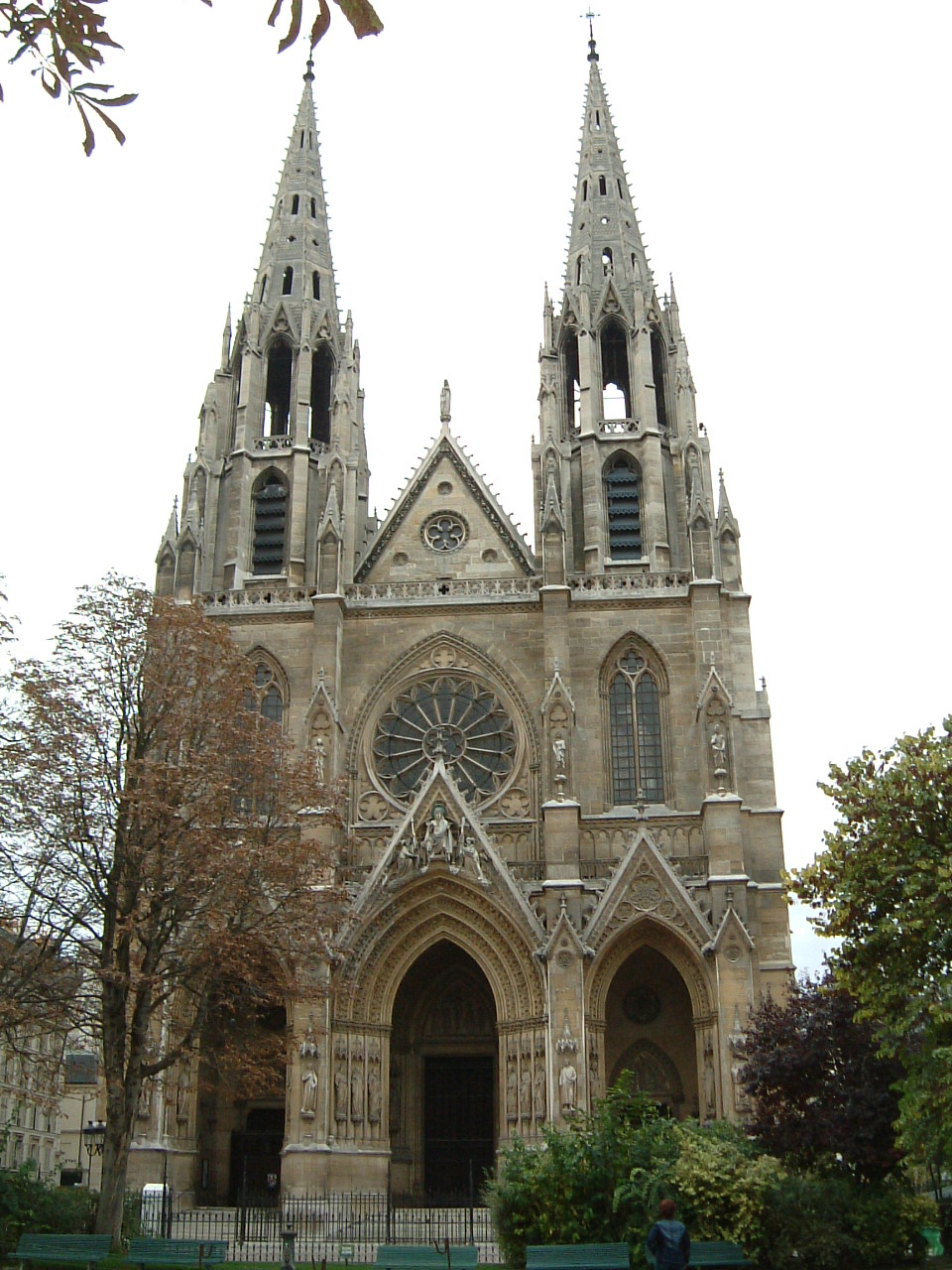
Iglesia de Santa Clotilde.

Fue maestro de capilla en la iglesia parisina de Santa Clotilde en 1868, después en la Madeleine, y en 1871 sucedió como organista a César Franck en la primera. En ese mismo año, fue profesor de armonía y composición en el Conservatorio de París (uno de sus alumnos fue Paul Dukas), cuya dirección asumió sustituyendo a su antiguo profesor Thomas (a su muerte) desde 1896 hasta el año 1905. En 1877, regresó a la Iglesia de la Madeleine para suceder como organista a Camille Saint-Saëns. En 1894 fue elegido miembro de la Academia de Bellas Artes de París.
En 1905, Dubois fue forzado a renunciar a la dirección del conservatorio después de haber rechazado la candidatura de Maurice Ravel al Premio de Roma, hecho que creó una controversia pública, que se vio incrementada por una carta abierta del novelista y musicólogo Romain Rolland. Gabriel Fauré lo sucedió.

## Su obra

### Óperas
- Aben Hamed (1884)
- Frithjof (1892)

### Óperas cómicas
- La Guzla de l’émir (La guzla del emir, 1873)
- Le Pain bis (El pan moreno, 1879)
- Xavière (1895)

### Ballet
- La Farandole (La farándula, 1883)

### Oratorios
En total 3, entre ellos: 
- Les 7 paroles du Christ (Las Siete Palabras de Cristo, 1867), su obra más conocida
- Le Paradis perdu (El paraíso perdido, 1878)

### Otras
- Música sinfónica (entre ella, 3 sinfonías)
- Obras para piano y órgano (su Toccata para órgano de 1889 es una de sus obras más tocadas)
- Misas
- Numerosos motetes.

### Obras teóricas
- Notes et études d’harmonie pour servir de supplément au Traité d’harmonie de Reber (Notas y estudios de armonía para servir como suplemento al Tratado de Armonía de Reber, 1889)[2]
- Traité d’harmonie (1921)
- Traité de contrepoint et de fugue
- Traité d'harmonie théorique et pratique, aún usado hoy día.[3]